# Celada de los Calderones
Celada de los Calderones es una localidad del municipio español de la Hermandad de Campoo de Suso, de 74 habitantes en 2012. Está a 965 m s. n. m., en la ribera del Híjar y en la vertiente norte de la del mismo nombre. Dista 2 kilómetros de la capital municipal, Espinilla.
Pasa por esta población el río Híjar, formando parte Celada de los Calderones del Coto Campoo, truchero.

## Paisaje y naturaleza
Al sur de Celada de los Calderones, en las primeras laderas de la Sierra de Labra, existe un maduro robledal que se extiende hasta las proximidades de Mazandrero. Los prados de siega que vemos rodear al casco urbano aprovechan como linderas alineaciones de robles formando un paisaje mixto de gran atractivo.

## Patrimonio histórico
La arquitectura civil de Celada de los Calderones cuenta con muy buenos ejemplos, en los que se representan a la perfección los estilos arquitectónicos que con más profusión parecen en la zona campurriana desde el siglo XVII hasta la actualidad. Del XVII y XVIII son buena parte de las casonas que repiten el esquema típico de vivienda de una sola planta, corraliza y portalada, con fachada de muros muy cerrados, generalmente de sillería, que concentran lo decorativo en el arco de entrada en las molduras de las ventanas y del alero y, sobre todo, en escudos y blasones.
De esta época son muchas de las casas de la Calle Real como la del Conde de Careaga, con magnífica portalada, o la de Juan Rábago Calderón Figueroa. En la siguiente centuria, las casas muestran una tendencia a agrandar el tamaño de los vanos, que en algunos casos se protegen por galerías acristaladas, como ocurre en la de los Rábago.
También destaca la casa-torre de Lemaur, que cuenta con cuatro escudos nobiliarios.
De esta época también procede un molino taquillero que se aparta un poco hacia el oeste del pueblo, una recia construcción en la que destaca la estructura de los arcos que libran el canal de desagüe. Por último, a la entrada del pueblo se agrupan un conjunto de tres palacetes construidos en las primeras décadas del siglo XX por Pedro Lemaur, “El Gitano”, un indiano que amasó cierta fortuna en Cuba con la que formaría un rico patrimonio en Campoo.
Los tres se adscriben a la corriente estética del regionalismo montañés que se caracteriza por juntar eclécticamente elementos que provienen de la arquitectura tradicional como torres, balcones y miradores entre muros contrafuertes, aleros en saledizo, decoración de ventanas y portadas….
La iglesia de San Román es del siglo XVII y es un fiel exponente del barroco religioso en Campoo de Suso, en el que la funcionalidad prima sobre el ornato. En el interior destacan los retablos, del mismo siglo, y una cruz de cobre gótica.